# Municipio de Maple (Kansas)
El municipio de Maple (en inglés: Maple Township) es un municipio ubicado en el condado de Cowley en el estado estadounidense de Kansas. En el año 2010 tenía una población de 716 habitantes y una densidad poblacional de 7,87 personas por km².

## Geografía
El municipio de Maple se encuentra ubicado en las coordenadas 37°26′00″N 97°5′44″O / 37.43333, -97.09556. Según la Oficina del Censo de los Estados Unidos, el municipio tiene una superficie total de 90.92 km², de la cual 90,91 km² corresponden a tierra firme y (0,01 %) 0,01 km² es agua.

## Demografía
Según el censo de 2010, había 716 personas residiendo en el municipio de Maple. La densidad de población era de 7,87 hab./km². De los 716 habitantes, el municipio de Maple estaba compuesto por el 94,69 % blancos, el 0,7 % eran amerindios, el 0,28 % eran asiáticos, el 0,28 % eran de otras razas y el 4,05 % eran de una mezcla de razas. Del total de la población el 3,07 % eran hispanos o latinos de cualquier raza.